# San Rocco (Collelongo)

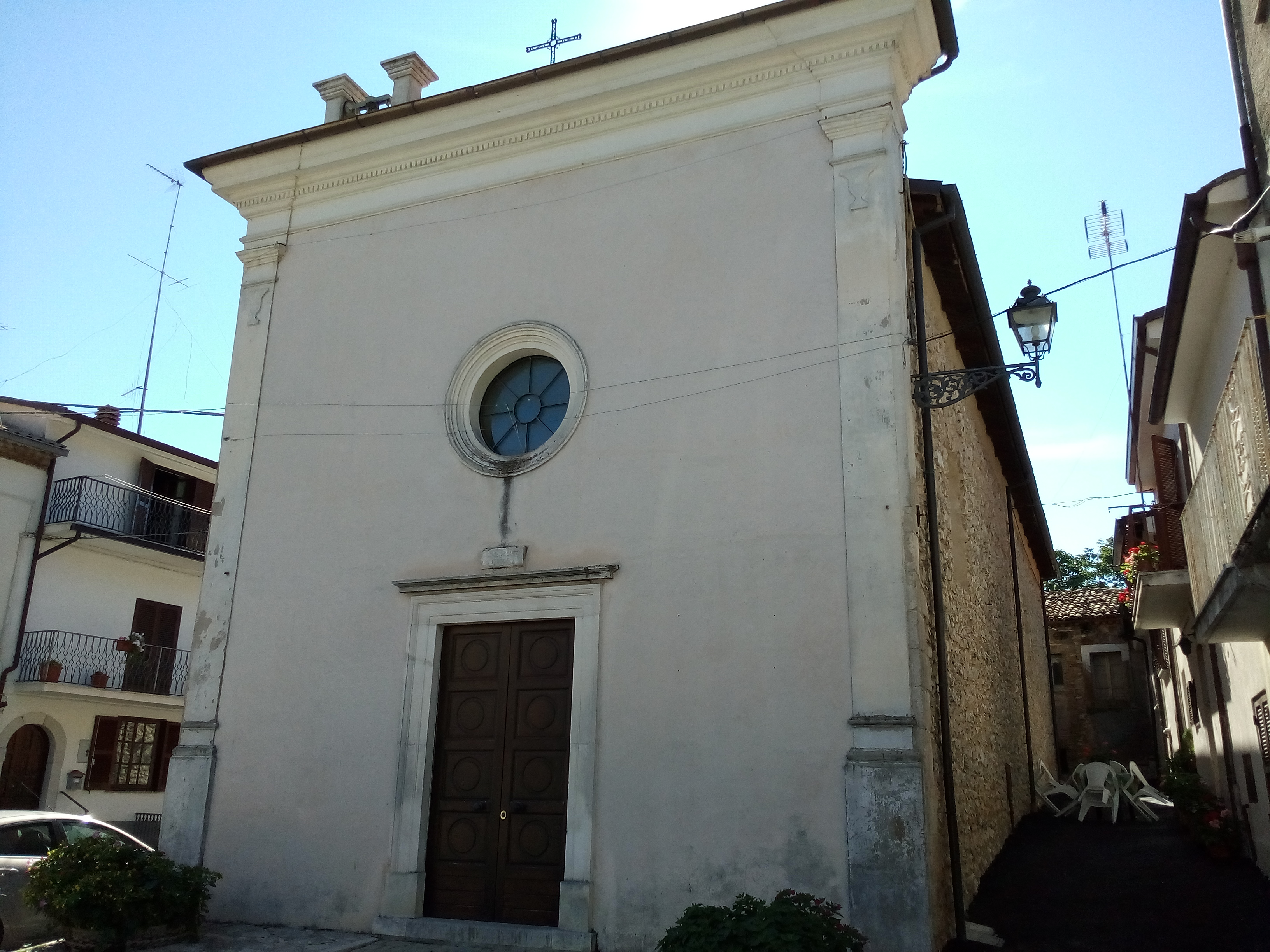
San Rocco

San Rocco ist eine römisch-katholische Filialkirche in Collelongo in der italienischen Region Abruzzen. Die im 17. Jahrhundert errichtete Votivkirche steht unter dem Patrozinium des heiligen Rochus von Montpellier, der zugleich Schutzpatron von Collelongo ist.

## Geschichte
Der Bau wurde 1636 außerhalb der Stadtmauern schräg gegenüber dem Torre Baronale an der Straße zum Valle Roveto errichtet. Das Jahr geht aus einem Gedenkstein hervor, der sich am Altar des heiligen Rochus in der Pfarrkirche Santa Maria Nuova befindet. Gestiftet wurde der Bau von der Familie Botticelli, Kämmerer der Feudalherren von Collelongo, zum Schutz vor der Pest.
Als 1656 die Pestepidemie im Vallelonga und in der übrigen Marsica ihren Höhepunkt erreichte und die Bevölkerung dahinraffte, blieb Collelongo verschont. Zum Dank dafür wurde die Kirche im gleichen Jahr mit dem Anbau eines Chorraumes erweitert. Ein am Altar angebrachtet Gedenkstein mit einer lateinischen Inschrift erinnert an den Anbau von 1656. Auch für den Anbau kamen die Botticelli auf, wie aus einem 1658 datierten über dem Kirchenportal angebrachten Gedenkstein hervorgeht.
Eine Seitenkapelle wurde 1679 von der Familie Rossi errichtet, deren Familienmitglieder in der Folge auch den Kirchenrektor stellten und die zugleich das Kirchenpatrozinium innehatten. 1749 wurde der endlich fertiggestellte Hauptaltar vom Bischof von Marsi, Domenicantonio Brizi, geweiht. Zwischenzeitlich mag der Bau auch als Schulgebäude genutzt worden sein.
Nach dem Tod des letzten Rossi ging das Kirchenpatrozinium zu Beginn des 19. Jahrhunderts an die Familie Cesta über. Ab 1860 unterstand das Patrozinium der Gemeinde Collelongo. 1912 wurde die Hauptfassade renoviert, nachdem sich der Bischof 1887 bei einem Pastoralbesuch über den heruntergekommenen Zustand der Fassade beschwert hatte. Beim Erdbeben von 1915 erlitt die Kirche keine größeren Schäden und diente als Lager für die Statuen der wesentlich schwerer beschädigten Kirche Santa Maria delle Grazie.
1953 wurde die Kirche San Rocco profaniert und vom Pfarrer von Collelongo in ein Kino umgewandelt, nachdem zuvor ein privat errichtetes Kino im Ort den Betrieb aufgenommen hatte. Dem Umbau fielen der Hauptaltar, die Kapelle der Rossi, das Kirchenportal sowie das Kreuzgewölbe zum Opfer. Das Kino bot Platz für 150 Besucher. Es wurde 1967 mit Aufkommen des Fernsehens wieder geschlossen.
In der Folge diente der Bau unter anderem als Garage und als Lagerhaus für Kartoffeln. 1993 wurde mit der Neugestaltung der davor liegenden Piazza San Rocco auch die Sanierung der Kirche von der Gemeinde in Angriff genommen. Mit Hilfe von Privatspenden konnte auch der Innenraum neugestaltet werden. Die ehemalige hölzerne Inneneinrichtung befand sich in einem so schlechten Zustand, dass sie bereits in den 1960er Jahren nur noch als Brennholz zu gebrauchen waren. Einige wenige erhaltene Holzstatuen waren auf dem Antiquitätenmarkt veräußert worden. Am 14. August 2004 wurde der Bau vom Bischof Lucio Angelo Maria Renna erneut dem heiligen Rochus von Montpellier gewidmet.

## Beschreibung

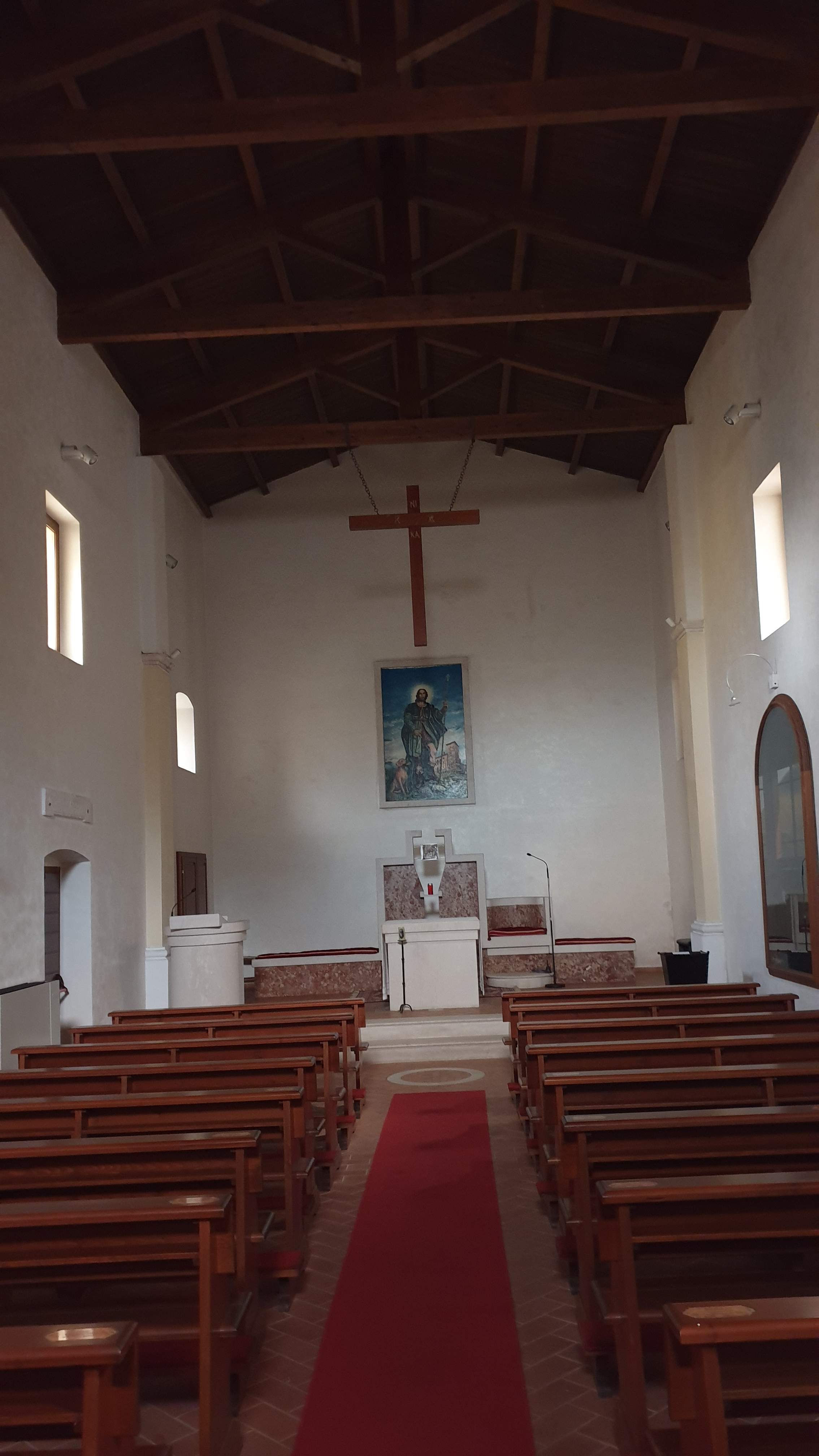
Innenraum

Das Aussehen der Kirche ist wesentlich von den Sanierungsarbeiten in den 2000er Jahren beeinflusst. Der einschiffige Innenraum hat ein hölzernes Satteldach mit freiliegenden Dachträgern. Der überhöhte Chorraum ist durch zwei Stufen vom Kirchenschiff abgetrennt.
Die verputzte Hauptfassade zeichnet sich durch zwei steinerne Pilaster in den Ecken und einer zentralen Fensterrose über den Kirchenportal aus. Auf dem Dach liegt der Glockengiebel.